# Lasioglossum balearicus
Lasioglossum balearicus är en biart som beskrevs av Pérez 1903. Lasioglossum balearicus ingår i släktet smalbin, och familjen vägbin. Inga underarter finns listade i Catalogue of Life.